# 小山重郎
小山 重郎（こやま じゅうろう、1933年9月19日- ）は、日本の昆虫学者・農学者。

## 略歴
宮城県生まれ。東北大学大学院理学研究科博士課程修了、1972年「コブアシヒメイエバエの群飛に関する生態学的研究」で東北大学理学博士。秋田県農業試験場、沖縄県農業試験場、農林水産省九州農業試験場、同四国農業試験場、同蚕糸・昆虫農業技術研究所などで、作物害虫防除の研究に従事。1991年退職し、秋田市に在住。85年『よみがえれ黄金の島』で日本科学読物賞受賞。
2003年11月瑞宝中綬章受章。

## 著書
- 『よみがえれ黄金(クガニー)の島 ミカンコミバエ根絶の記録』(ちくま少年図書館)筑摩書房 1985
- 『530億匹の闘い ウリミバエ根絶の歴史』築地書館 1994
- 『害虫はなぜ生まれたのか 農薬以前から有機農業まで』東海大学出版会 2000
- 『昆虫と害虫 害虫防除の歴史と社会』築地書館 2013

### 翻訳
- E.F.ニップリング『害虫総合防除の原理』小山晴子共訳 東海大学出版会 1989
- E.F.ニップリング『寄生虫放飼による害虫防除法の原理』小山晴子共訳 東海大学出版会 1996
- アンドレイ K.ブロドスキイ『昆虫飛翔のメカニズムと進化』小山晴子共訳 築地書館 1997
- ロバート・ノリス, エドワード・カスウェル-チェン, マルコス・コーガン『IPM総論 有害生物の総合的管理』小山晴子共訳 築地書館 2006
- ダン・リスキン『母なる自然があなたを殺そうとしている』築地書館 2014
- トーマス・D・シーリー『野生ミツバチとの遊び方』築地書館 2016
- エミリー・モノッソン『闘う微生物 抗生物質と農薬の濫用から人体を守る 人体と土壌の微生物群への無差別攻撃を終わらせる』築地書館 2018

## 論文
- <小山重郎